# Siyah Beyaz Aşk
Siyah Beyaz Aşk es una serie de televisión turca de 2017, producida por D Productions para Kanal D.

## Trama
Ferhat Aslan es un asesino a sueldo que trabaja en negocios sucios para su tío Namik, que es el patriarca de la prestigiosa y millonaria familia Emirham. Aslı Çinar es una neurocirujana joven e idealista que desea servir a la humanidad. Un día, sus caminos se cruzan de la manera más inesperada cuando Aslı, por error, es secuestrada y se ve obligada a operar a un hombre al que Ferhat le había disparado. Cuando ella se convierte en testigo del crimen de ese hombre y reconoce a Namik Emirham, que era benefactor del hospital donde ella trabaja, éste ordena su sobrino Ferhat que la mate.
Él no quiere matarla por lo que le ofrece dos opciones: morir o casarse con él para salvarla.
Cuando Asli ingrese a la vida oscura de Ferhat, al casarse, todo el entorno familiar de él se verá afectado, para bien o para mal, e incluso Ferhat ya nunca será el mismo al enamorarse de ella. 
Los prejuicios, los mundos opuestos al que pertenecen, las intrigas y secretos familiares, la corrupción que los rodean harán que sus vidas y su amor estén siempre al borde de derrumbarse y se plantearan para ambos sentimientos contrapuestos en relación con los valores, la lealtad y las consecuencias que generará este matrimonio.

## Reparto
- İbrahim Çelikkol como Ferhat Aslan.
- Birce Akalay como Aslı Çınar Aslan.
- Muhammet Uzuner como Namık Emirhan.
- Arzu Gamze Kılınç como Yeter Aslan.
- Ece Dizdar como İdil Yaman Emirhan.
- Deniz Celiloğlu como Yiğit Aslan.
- Cahit Gök como Cüneyt Koçak.
- Uğur Aslan como Cem Çınar.
- Sinem Ünsal como Gülsüm Aslan Adaklı.
- Özlem Zeynep Dinsel como Vildan Koçak.
- Timur Ölkebaş como Abidin Adaklı.
- Fatih Topçuoğlu como Dilsiz.
- Ceylan Odman como Deniz.
- Nihan Aşıcı como Yaprak.
- Burcu Cavrar como Hülya.
- Kadriye Kenter como Handan Adaklı.
- Selin Şekerci como Ayhan Dağıstan.